# KV62
Гробница KV62 в египетската Долина на царете е гробницата на Тутанкамон.
Става известна с големите богатства, които са намерени в нея след откриването ѝ от Хауърд Картър през 1922 г.
Планът на гробницата предполага, че не е била създадена за царско погребение. Смята се, че по време на издълбаването ѝ е трябвало да бъде пригодена за погребението на Тутанкамон. Доказателство за това е фактът, че само стените на погребалната камера са изрисувани, за разлика от останалите царски гробници, в които всички стени са изрисувани със сцени от Книгата на мъртвите.
Гробницата е била препълнена с погребални предмети, които не са били подредени, а оставени в безпорядък. Картър е имал възможността да снима гирлянди от цветя, които са се разпаднали, след като някой ги е докоснал. Изваждането на всички погребални предмети от гробницата е отнело около десетилетие, като цялото съдържание е пренесено в Египетския музей в Кайро.
Често се казва, че гробницата на Тутанкамон не е била ограбвана, но това не е вярно. В гробницата е влизано поне два пъти, при това скоро след погребението. Има ясни доказателства, че запечатаните врати са били насилвани в горните ъгли, след което по-късно запечатани отново. Смята се, че около 60% от бижутата от т.нар. „съкровище“ са били извадени. Вратата към погребалната камера и саркофазите с мумията на фараона не са били отваряни.
Смята се, че след такова древно ограбване някои предмети от KV62 са пренесени в KV54.